# 埃尼巴尔·埃斯卡兰特
埃尼巴尔·埃斯卡兰特（西班牙語：Anibal Escalante；1909年—1977年8月11日），古巴共产党内的“亲苏派”领导人之一。1962年，被解除职务。1967年，古巴政府指控他与苏联及东欧各国秘密接触，并试图进行反革命活动，判处他监禁，后将其释放。